# Fusicoccum obtusulum
Fusicoccum obtusulum är en svampart som först beskrevs av Sacc. & Briard, och fick sitt nu gällande namn av Grove 1935. Fusicoccum obtusulum ingår i släktet Fusicoccum och familjen Botryosphaeriaceae.   Inga underarter finns listade i Catalogue of Life.